# Bidestroff
Bidestroff település Franciaországban, Moselle megyében. Lakosainak száma 121 fő (2022. január 1.). Bidestroff Bassing, Bourgaltroff, Cutting, Domnom-lès-Dieuze, Vergaville és Zommange községekkel határos.

## Népesség
A település népességének változása:
| Lakosok száma | 146  | 104  | 128  | 134  | 121  | 124  | 129  | 131  | 132  | 121  |
|               | 1968 | 1982 | 1990 | 2006 | 2013 | 2015 | 2017 | 2019 | 2020 | 2022 |